# Ansteifen
Das Ansteifen markiert die Anfangsphase bei der Umwandlung von Zementleim zu Zementstein in Beton oder Mörtel. Dieser Ablauf wird als Hydratation bezeichnet. Nach ihr folgt frühestens nach einer Stunde die Phase des Erstarrens mit einer Dauer von 12 Stunden und dem darauf folgenden Erhärten.
Das Ansteifen beginnt unmittelbar nach dem Mischen der Bestandteile Zement, Gesteinskörnung und Zugabewasser. Innerhalb der Phase des Ansteifens kann der Baustoff verarbeitet werden. Wird die Verarbeitung in der darauf folgenden Phase des Erstarrens fortgeführt, kann die Hydratation nicht mehr vollständig ablaufen. Die Folge sind niedrigere Festigkeitswerte nach dem Erhärten. 